# Josef Rufer
Josef Rufer (n. 18 decembrie 1893, Viena, Austro-Ungaria – d. 7 noiembrie 1985, Berlin, RDG) a fost un muzicolog, profesor, editor și publicist austriac. El este considerat o figură semnificativă în principal din cauza asocierii sale și a scrierilor sale despre Arnold Schoenberg. 

## Biografie
Din 1919, Rufer a fost elevul lui Alexander von Zemlinsky, Alban Berg și al lui Schoenberg la Viena; când ultimul compozitor s-a mutat la Berlin pentru a dirija la Academia Prusacă de Arte, Rufer a mers cu el și a lucrat ca asistent șef al său între 1925 și 1933. De asemenea, a predat teoria muzicii și a lucrat ca un critic muzical.
Rufer a fost astfel strâns implicat cu Schoenberg în perioada de dezvoltare a muzicii seriale și a tehnicii cu douăsprezece sunete, iar în timpul unei plimbări cu Rufer Schoenberg a rostit celebra afirmație, cu privire la acestea: "Am făcut o descoperire care va asigura supremația muzicii germane pentru următoarele sute de ani".

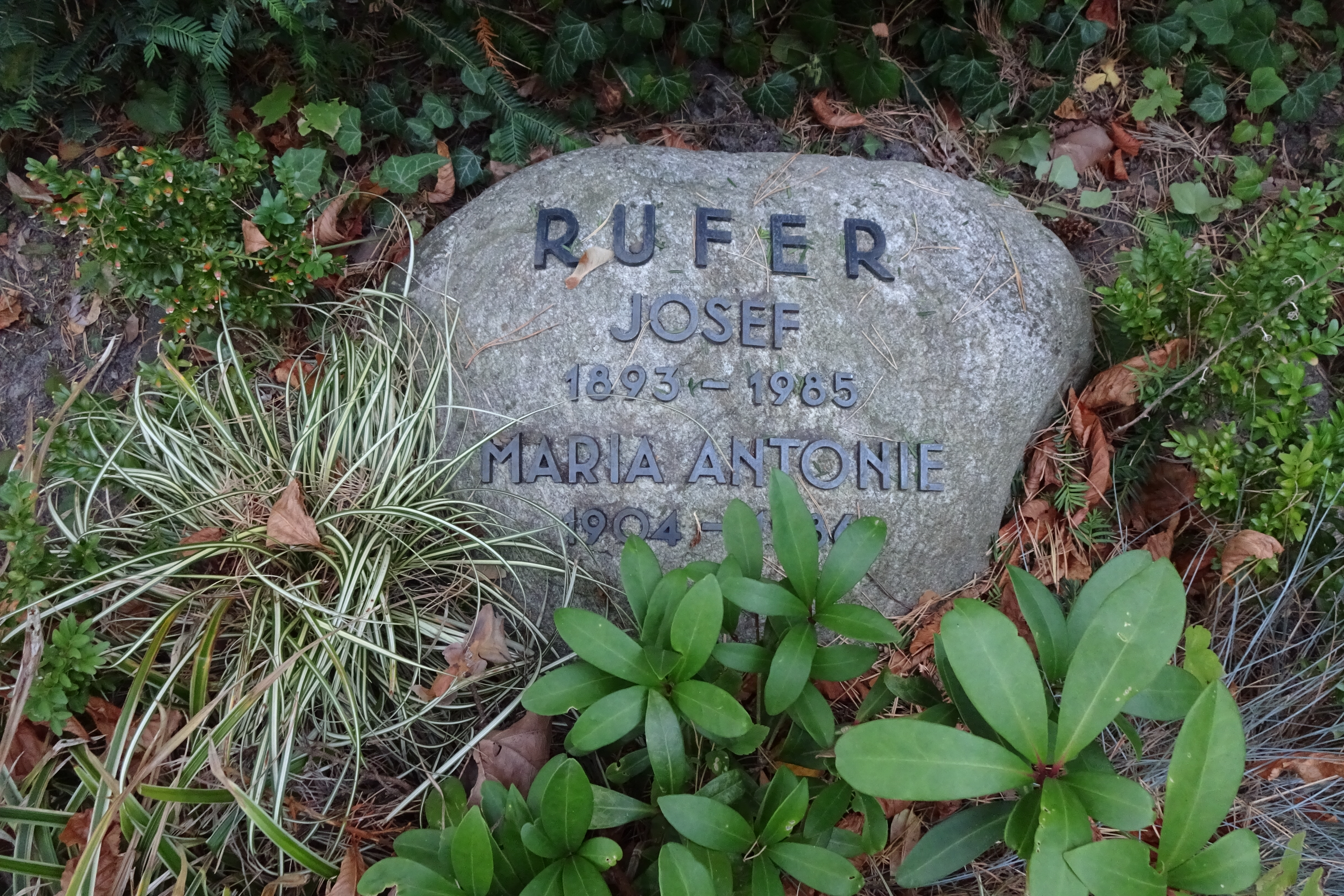
Mormântul său

Scrierile lui Rufer despre Schoenberg includ introducerea în metoda muzicii seriale Die Komposition mit Zwölf Tönen (Berlin, 1952; tradusă ca Composition With Twelve Notes -- Compoziția cu douăsprezece note, Londra, 1954; reeditată 1969, ISBN: 978-0-313-21236-9) și catalogul Das Werk Arnold Schönberg (Kassel, 1959; tradus ca The Works of Arnold Schoenberg -- Operele lui Arnold Schoenberg, Londra, 1962). Ambele au fost studii ale compozitorului și ale muzica sale. 
Printre studenții lui Ruhr s-au numărat Giselher Klebe, Bernhard Krol, Isang Yun, Hans Eugen Frischknecht, Roland Kayn sau Hans Werner Henze.
Este înmormântat în curtea bisericii evanghelice Nikolassee, districtul Berlin Steglitz-Zehlendorf.